# Henry Adams (Zoologe)
Henry Adams (* 1813; † 1877) war ein englischer Malakologe.
Adams war Architekt (wie sein Vater) beim britischen Zollamt (Customs Department of the Inland Revenue Office). Mit seinem Bruder Arthur Adams veröffentlichte er 1853 bis 1858 eine dreibändige Monographie über Mollusken mit Erstbeschreibungen vieler neuer Arten. Es galt im 19. Jahrhundert als Standardwerk, auch was die Systematik anbelangte.
Er führte mit seinem Bruder die Muschel-Ordnung Pectinida ein.

## Schriften
- mit Arthur Adams: The genera of recent Mollusca: arranged according to their organization, Vol. I, van Voorst, London 1858 Archive
- mit Arthur Adams: The genera of recent Mollusca: arranged according to their organization, Vol. II, van Voorst, London 1858 Archive
- mit Arthur Adams: The genera of recent Mollusca: arranged according to their organization, Vol. III Plates, van Voorst, London 1858 Archive